# いい話みつけ旅
『いい話見つけ旅』（いいはなしみつけたび）は、テレビ朝日系列局とサンテレビで放送されていたテレビドラマ仕立ての旅番組である。朝日放送と松竹芸能の共同製作。テレビ朝日系列局では1988年4月3日から同年9月25日まで、毎週日曜 10:30 - 10:55 （日本標準時）に放送。

## 概要
全国の旅先をドラマ仕立てに紹介していた番組で、出演者たちは雑誌記者という設定で出演していた。在阪テレビ局の製作番組だけに、近畿地方も紹介していた。
テレビ朝日系列局のほか兵庫県域局の独立局サンテレビでも放送していたのは兵庫県が番組企画に関わり番組提供も務めていたからである（複数社）。このような放送体制は当番組のみである。同県は翌年の1989年4月から半年間日本テレビが制作し同系列局で放送された『週刊文珍』でも番組企画に関わり番組提供も務めた（複数社）がサンテレビには放送されなかった。
製作局の朝日放送は、夏の全国高校野球のシーズンに入ると本番組の定時放送ができなくなるため、直前の時間帯に放送されていた『AGFテレビエッセイ 旅の街から』ともども、通常編成を行っているANNフルネット局向けにいったん裏送りし、大会終了後に本来とは別の時間帯に振替放送するという手法を採っていた。

## 出演者
- 黒沢年男（現・黒沢年雄）
- 斉藤慶子
- 山下規介

## ナレーター
- 乾龍介（当時朝日放送アナウンサー）

## 放送局
| 放送対象地域   | 放送局       | 系列           | 放送日時           | 備考   |
| -------------- | ------------ | -------------- | ------------------ | ------ |
| 近畿広域圏ほか | 朝日放送ほか | テレビ朝日系列 | 日曜 10:30 - 10:55 | 製作局 |
| 兵庫県         | サンテレビ   | 独立UHF局      | 日曜 16:30 - 16:55 |        |

| テレビ朝日系列 日曜10:30枠                     | テレビ朝日系列 日曜10:30枠                      | テレビ朝日系列 日曜10:30枠                   |
| 前番組                                         | 番組名                                          | 次番組                                       |
| ---------------------------------------------- | ----------------------------------------------- | -------------------------------------------- |
| テレビ動物園 （1988年1月10日 - 1988年3月27日） | いい話見つけ旅 （1988年4月3日 - 1988年9月25日） | 住めば地球 （1988年10月2日 - 1989年3月26日） |